# نبرد هلنا

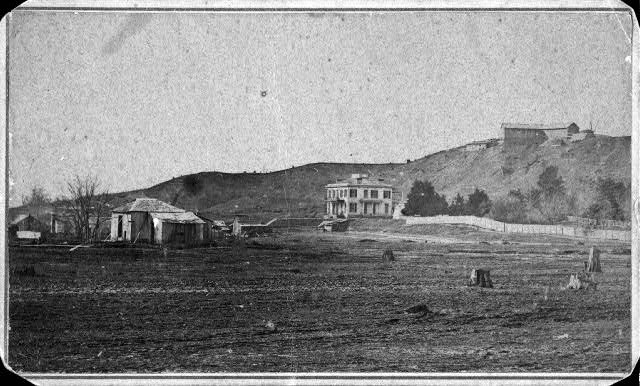
هیندمن هیل، با موفقیت توسط ایندیانا 43 و دیگر واحدهای فدرال در طول نبرد هلنا دفاع کرد.

نبرد هلنا (انگلیسی: Battle of Helena) یک درگیری نظامی بود که از ۴ تا ۶ ژوئیه ۱۸۶۳ در طول جنگ داخلی آمریکا انجام شد. این رویداد در اطراف شهر هلنا، آرکانزاس، در رودخانه می سی سی پی رخ داد و نیروهای اتحادیه تحت فرماندهی بریگ را درگیر کرد. ژنرال بنجامین پرنتیس و نیروهای کنفدراسیون به فرماندهی بریگ و ژنرال تئوفیلوس اچ هولمز.
کنفدراسیون ها امیدوار بودند که شهر مهم استراتژیک هلنا را که پادگان اتحادیه را در خود جای داده بود که از رودخانه می سی سی پی محافظت می کرد، تصرف کنند. با این حال، نیروهای اتحادیه، با استحکامات و توپخانه قوی، به خوبی آماده بودند. آنها همچنین توسط قایق های توپدار روی رودخانه پشتیبانی می شدند.
نبرد با حمله کنفدراسیون به خطوط اتحادیه آغاز شد، اما آنها با تلفات سنگین دفع شدند. کنفدراسیون ها به حمله ادامه دادند اما نتوانستند دفاعیات اتحادیه را بشکنند. در روز دوم نبرد، کنفدراسیون ها یک حمله انحرافی را به سمت عقب اتحادیه آغاز کردند در حالی که نیروی دیگری سعی کرد از رودخانه عبور کند تا از شمال حمله کند. با این حال، قایق‌های توپ‌دار اتحادیه که از تهدید مطلع شده بودند، کنفدراسیون‌هایی را که قصد عبور از رودخانه را داشتند، شکست دادند.
نبرد هلنا یک پیروزی اتحادیه بود، زیرا کنفدراسیون ها قادر به تصرف شهر یا عقب راندن نیروهای اتحادیه که از رودخانه می سی سی پی محافظت می کردند، نبودند. نیروهای اتحادیه حدود ۲۵۰ تلفات متحمل شدند، در حالی که کنفدراسیون ها متحمل بیش از ۱۶۰۰ نفر شدند. این نبرد یک شکست بزرگ برای تلاش های کنفدراسیون برای کنترل رودخانه می سی سی پی بود.